# تيمور خان
تيمور أولجيتو خان (وتعني بالمغولية: Öljiyt Tömör وӨлзийт Төмөр وÖljeytü Temür)، واسم ميلاده تيمور ((بالصينية التقليدية: 鐵穆耳; بالصينية المبسطة: 铁穆耳; البينيين: Tiě mù ěr))، أو الإمبراطور تشينغ زونغ حاكم يوان (Emperor Chengzong of Yuan) ((بالصينية: 元成宗; البينيين: Yuán Chéngzōng; ويد–جيلز: Ch'eng-Tsung)) (ولد في 15 من أكتوبر 1265م وتوفي في 10 من فبراير 1307م)، كما يُمكن تهجئتها Timur، وهو الحاكم الثاني لأسرة اليوان حيث استمرت فترة حكمه من 10 من مايو 1294م وحتى 10 من فبراير 1307م ويُعد الخان العظيم السادس المغول في منغوليا. فقد كان أحد حكام اليوان الذين تتسم فترة ولايتهم بالقوة، ففي فترة ولايته تم وضع أنماط السلطة للعقود القليلة القادمة. واسمه يعني «الخان القوي المقدس» في اللغة المغولية.
وأبوه هو ولي العهد الأمير زينغن (真金) وجده قوبلاي خان. وأثناء فترة ولايته، أقرت تران (Tran) وباغان (Pagan) وأُسر تشامبا (Champa) وخانات الغرب التي تولت حكم الإمبراطورية المغولية.